# Batman v Superman: Úsvit spravedlnosti
Batman v Superman: Úsvit spravedlnosti (též vydáno jako Batman vs. Superman: Úsvit spravedlnosti, v anglickém originále Batman v Superman: Dawn of Justice) je americký akční film z roku 2016 režiséra Zacka Snydera, natočený na motivy komiksů z vydavatelství DC Comics. Scénář filmu napsali Chris Terrio a David S. Goyer. Snímek sleduje osudy dvou superhrdinů, Batmana a Supermana, kteří se střetnou ve vzájemném souboji. V hlavních rolích se představili Ben Affleck, Henry Cavill, Amy Adams, Jesse Eisenberg, Diane Lane, Laurence Fishburne, Jeremy Irons, Holly Hunter a Gal Gadotová. Jedná se o druhý snímek filmové série DC Extended Universe, dějově navazuje na předchozího Muže z oceli. Rozpočet filmu činil 250 milionů dolarů.
Snímek je filmovým rebootem pro postavu Batmana. Jde o první hraný celovečerní film, ve kterém jsou zároveň postavy Batmana i Supermana, a také o první celovečerní snímek, ve kterém se objevily komiksové postavy Wonder Woman, Aquamana, Cyborga a Flashe. Námětem film čerpá z komiksů Návrat Temného rytíře (1986) Franka Millera a příběhové linie The Death of Superman z komiksů o Supermanovi vydávaných v letech 1992 až 1993.
Film měl slavnostní premiéru v Ciudad de México 19. března 2016, do amerických kin byl uveden 25. března toho roku. V České republice byl promítán od 24. března 2016.

## Příběh
Rok a půl po ničivém souboji Supermana a generála Zoda v Metropolis (události filmu Muž z oceli) se Superman (v civilním životě Clark Kent) stal kontroverzní postavou. Má své obdivovatele, kteří ho považují za hrdinu, i své odpůrce, kteří ho chápou jako nekontrolovatelnou hrozbu. Jedním z druhé skupiny je i miliardář Bruce Wayne, který v Gothamu již po téměř 20 let bojuje se zločinem jako samozvaný ochránce Batman.
Wayne se dozví, že pašerák zbraní Anatolij Kňazev navázal kontakt s byznysmanem Lexem Luthorem, šéfem korporace LexCorp. Luthor, který se tím dostane ke kryptonitu, se snaží přesvědčit americkou senátorku June Finchovou, aby mu zajistila vládní kontrakt na výrobu zbraně proti Supermanovi a současně mu dala přístup k vesmírné lodi generála Zoda s jeho tělem. Finchová ho však odmítne.
Bruce Wayne i Clark Kent se poprvé setkají na večírku Luthora. Wayne se tam snaží dostat k tajným datům Luthora a během své snahy zde naráží na záhadnou obchodnici Dianu Princeovou (Wonder Woman). I přesto, že se k tajným datům dostane, nakonec je ukradne Diana, avšak brzy je Wayneovi vrátí. Během dešifrování dat má Wayne vizi postapokalyptického světa ovládaného Supermanem. V ní se objevil i tajemný cestovatel v čase, který Waynea varuje před zásadní rolí Lois Laneové. Wayne z dat poté odhalí, že Luthor experimentoval s kryptonitem a také vyhledával různé případy výskytu metalidí. Wayne se jako Batman snaží dostat ke kryptonitu a vysleduje zásilku na loď White Portuguese, odkud ji chce ukrást, ale Superman mu v tom zabrání.
Senátorka Finchová je odhodlaná vyřešit kontroverzi kolem Supermana demokraticky, a proto ho vyzve k účasti na senátním slyšení. Superman se dostaví, ale spolu s ostatními se v Kongresu stane obětí bombového útoku, který naplánoval Luthor. Superman jako jediný přežije. Frustrovaný ze své neschopnosti odhalit útok se Superman odebere do exilu. V návaznosti na útok se Batman odhodlá k vloupání do LexCorpu a ke krádeži kryptonitu. Pro svůj plánovaný souboj se Supermanem si rovněž vyrobí robotický exoskelet a plynovou pušku na kryptonit. Mezitím se Luthor dostane do lodi generála Zoda a spustí program na výrobu mutanta ze Zodova těla a své krve.
Luthor pro svůj finální plán unese Marthu Kentovou, Clarkovu matku, a Lois Laneovou, jeho přítelkyni. Lois shodí ze střechy mrakodrapu, aby přilákal Supermana, kterého poté vydírá, aby zabil Batmana a odhalil tak svou zkorumpovatelnou povahu, jinak zabije Marthu Kentovou. Superman odletí k souboji s Batmanem, během něhož Batman několikrát použije kryptonit a díky němu získá výhodu. Těsně před tím, než zasadí Supermanovi smrtelnou ránu, však Superman několikrát řekne „zachraň Marthu“. Wayne zmaten těmito slovy (Martha se jmenovala i jeho matka, jejíž smrt ho v dětství traumatizovala) poslední ránu nezasadí. Na místo souboje mezitím doběhne Lois Laneová a Batmanovi vysvětlí, že Martha je Supermanova „matka“. Poté Batman s útokem zcela přestane.
Batman poté zachrání Marthu Kentovou a zotavený Superman letí konfrontovat Luthora, který však dokončil výrobu mutanta, kterého pojmenoval Doomsday. Ten nejde zabít pozemskými zbraněmi, ale pouze kryptonitem. Superman, Batman a nově i Wonder Woman se proto setkávají ve společném boji. V závěru Superman probodne Doomsdaye oštěpem s kryptonitovým hrotem, ale sám oslaben je probodnut ostřím Doomsdaye a vypadá to, že umírá.
Po bitvě se koná vojenský pohřeb Supermana a civilní pohřeb Clarka Kenta. Wayne na pohřbu vyzve Dianu, aby mu pomohla najít další metalidi a vytvořit tým bojovníků proti hrozbám. Luthor je zatčen a uvězněn. V poslední scéně se v ještě otevřeném hrobě Supermana zachvěje víko rakve.

## Obsazení

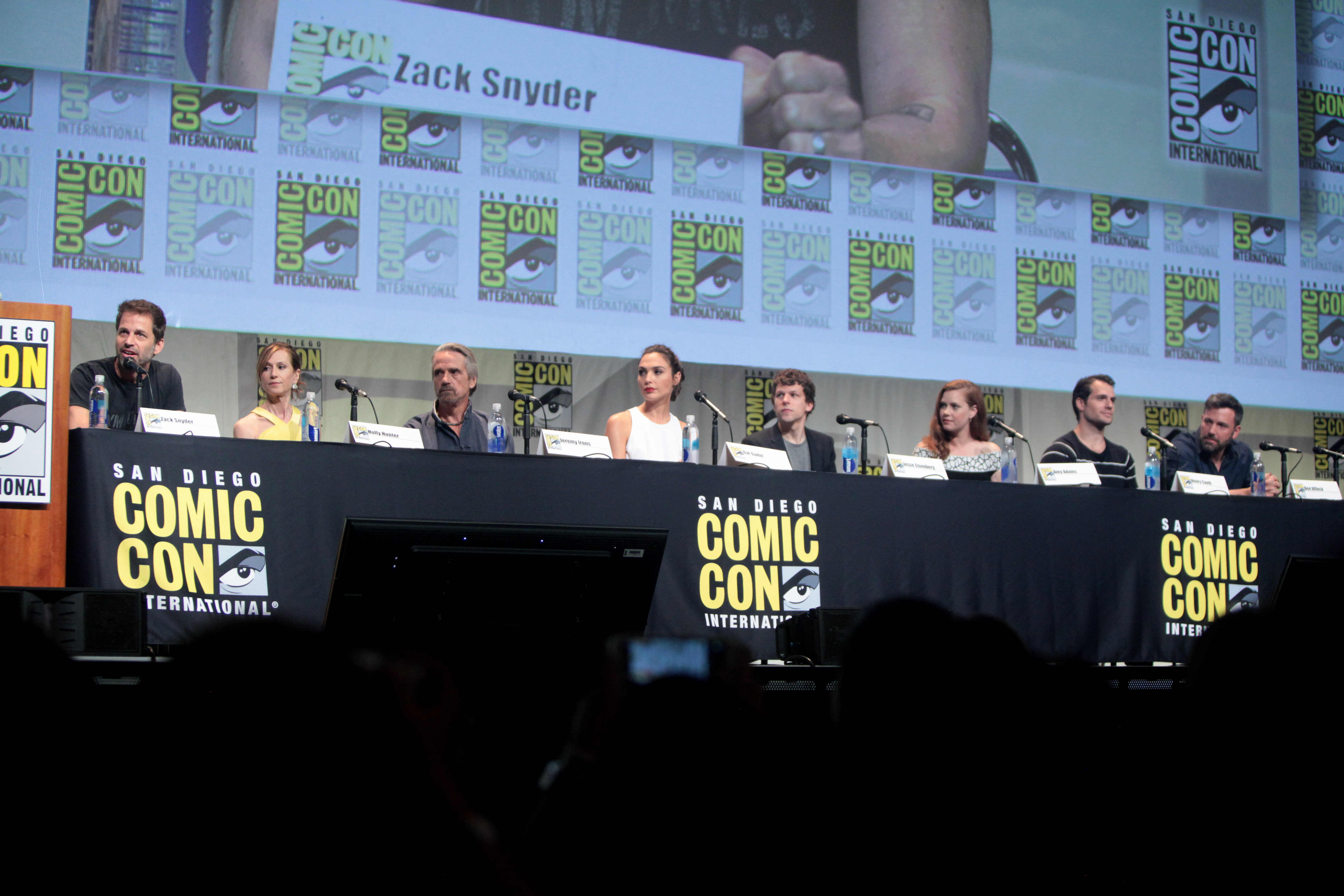
Herci na Comic-Conu v San Diegu v roce 2015: Zleva: Zack Snyder (režisér), Holly Hunter, Jeremy Irons, Gal Gadotová, Jesse Eisenberg, Amy Adams, Henry Cavill a Ben Affleck

- Ben Affleck (český dabing: Lukáš Hlavica) jako Bruce Wayne / Batman
- Henry Cavill (český dabing: Ondřej Brzobohatý) jako Clark Kent / Kal-El / Superman
- Amy Adams (český dabing: Tereza Bebarová) jako Lois Laneová
- Jesse Eisenberg (český dabing: Oldřich Hajlich) jako Lex Luthor
- Diane Lane (český dabing: Nela Boudová) jako Martha Kentová
- Laurence Fishburne (český dabing: Petr Oliva) jako Perry White
- Jeremy Irons (český dabing: Vladislav Beneš) jako Alfred Pennyworth
- Holly Hunter (český dabing: Zuzana Slavíková) jako senátorka June Finchová
- Gal Gadotová (český dabing: René Slováčková) jako Diana Princeová / Wonder Woman
- Scoot McNairy (český dabing: Ludvík Král) jako Wallace Keefe
- Callan Mulvey (český dabing: Tomáš Borůvka) jako Anatolij Kňazev / KGBeast
- Tao Okamoto (český dabing: Martina Kechnerová) jako Mercy Gravesová

V cameo rolích se ve filmu objevili i Ezra Miller, Jason Momoa a Ray Fisher, kteří ztvárnili další superhrdiny – Barryho Allena / Flashe, Arthura Curryho / Aquamana a Victora Stonea / Cyborga. V cameo roli se mihla senátorka za Michigan Debbie Stabenow coby guvernérka nejmenovaného státu, ve kterém se nachází Metropolis. Byla pozvána proto, že se scéna natáčela v Michiganu a také kvůli její podpoře pobídek pro filmový průmysl.

## Přijetí

### Tržby
Za úvodní víkend utržil film v severoamerických kinech 166 milionů dolarů. Touto částkou překonal několik rekordů, stal se tak nejvýdělečnějším filmem, který byl uveden v březnu, o Velikonocích a v jarní sezóně. O druhém víkendu zaznamenal jeden z největších mezivíkendových propadů historii, tržby v Severní Americe klesly o 69 %. V USA a Kanadě byl uveden ve 4242 kinech a utržil celkem 330 360 194 dolarů. V ostatních zemích dosáhly tržby filmu 542 900 000 dolarů, celosvětově tedy utržil 873 260 194 dolarů.
V České republice byl film uveden ve 136 kinech distribuční společností Freeman Entertainment. Za první promítací víkend zhlédlo film 81 880 diváků, kteří v pokladnách kin nechali kolem 12,3 milionů korun. Celkem film v ČR utržil 26,3 milionů korun při celkovém počtu 176 963 diváků.

### Filmová kritika
Snímek u kritiků vzbudil spíše smíšené pocity a obdržel od nich průměrná hodnocení. Český agregátor recenzí Kinobox.cz dal snímku hodnocení 60 %, založené na 29 recenzích. Americký agregátor Rotten Tomatoes filmu udělil hodnocení 27 %, založené na 353 recenzích, z nichž bylo jen 97 kladných. Americký server Metacritic udělil snímku 44 bodů ze 100, počet bodů vycházel z 51 odborných recenzí.

### Ocenění
| Rok  | Ocenění                         | Kategorie                                     | Nominovaný                             | Výsledek  | Zdroje        |
| ---- | ------------------------------- | --------------------------------------------- | -------------------------------------- | --------- | ------------- |
| 2016 | Teen Choice Awards              | Nejlepší film sci-fi/fantasy                  | Batman v Superman: Úsvit spravedlnosti | nominace  | [ 10 ] [ 11 ] |
| 2016 | Teen Choice Awards              | Nejlepší filmový herec: sci-fi/fantasy        | Henry Cavill                           | nominace  | [ 10 ] [ 11 ] |
| 2016 | Teen Choice Awards              | Nejlepší filmový herec: sci-fi/fantasy        | Ben Affleck                            | nominace  | [ 10 ] [ 11 ] |
| 2016 | Teen Choice Awards              | Nejlepší filmová herečka: sci-fi/fantasy      | Amy Adams                              | nominace  | [ 10 ] [ 11 ] |
| 2016 | Teen Choice Awards              | Nejlepší filmový zloděj scén                  | Gal Gadotová                           | nominace  | [ 10 ] [ 11 ] |
| 2016 | Teen Choice Awards              | Nejlepší průlomová hvězda                     | Gal Gadotová                           | nominace  | [ 10 ] [ 11 ] |
| 2016 | Teen Choice Awards              | Nejlepší filmový zloduch                      | Jesse Eisenberg                        | nominace  | [ 10 ] [ 11 ] |
| 2016 | Teen Choice Awards              | Nejlepší filmový polibek                      | Henry Cavill a Amy Adams               | nominace  | [ 10 ] [ 11 ] |
| 2016 | Critics' Choice Awards          | Nejlepší herečka v akčním filmu               | Gal Gadotová                           | nominace  | [ 12 ]        |
| 2017 | People's Choice Awards          | Nejlepší akční film                           | Batman v Superman: Úsvit spravedlnosti | nominace  | [ 13 ]        |
| 2017 | Zlatá malina                    | Nejhorší film                                 | Charles Roven a Deborah Snyder         | nominace  | [ 14 ] [ 15 ] |
| 2017 | Zlatá malina                    | Nejhorší režisér                              | Zack Snyder                            | nominace  | [ 14 ] [ 15 ] |
| 2017 | Zlatá malina                    | Nejhorší scénář                               | Chris Terrio a David S. Goyer          | vítězství | [ 14 ] [ 15 ] |
| 2017 | Zlatá malina                    | Nejhorší herec                                | Ben Affleck                            | nominace  | [ 14 ] [ 15 ] |
| 2017 | Zlatá malina                    | Nejhorší herec                                | Henry Cavill                           | nominace  | [ 14 ] [ 15 ] |
| 2017 | Zlatá malina                    | Nejhorší herec ve vedlejší roli               | Jesse Eisenberg                        | vítězství | [ 14 ] [ 15 ] |
| 2017 | Zlatá malina                    | Nejhorší duo na filmovém plátně               | Ben Affleck a Henry Cavill             | vítězství | [ 14 ] [ 15 ] |
| 2017 | Zlatá malina                    | Nejhorší prequel, remake, rip-off nebo sequel | Batman v Superman: Úsvit spravedlnosti | vítězství | [ 14 ] [ 15 ] |
| 2017 | Nickelodeon Kids' Choice Awards | Nejoblíbenější film                           | Batman v Superman: Úsvit spravedlnosti | nominace  | [ 16 ] [ 17 ] |
| 2017 | Nickelodeon Kids' Choice Awards | Nejoblíbenější filmový herec                  | Ben Affleck                            | nominace  | [ 16 ] [ 17 ] |
| 2017 | Nickelodeon Kids' Choice Awards | Nejoblíbenější filmový herec                  | Henry Cavill                           | nominace  | [ 16 ] [ 17 ] |
| 2017 | Nickelodeon Kids' Choice Awards | Nejoblíbenější filmová herečka                | Amy Adams                              | nominace  | [ 16 ] [ 17 ] |
| 2017 | Nickelodeon Kids' Choice Awards | Nejlepší nakopávač zadků                      | Ben Affleck                            | nominace  | [ 16 ] [ 17 ] |
| 2017 | Nickelodeon Kids' Choice Awards | Nejlepší nakopávač zadků                      | Henry Cavill                           | nominace  | [ 16 ] [ 17 ] |
| 2017 | Nickelodeon Kids' Choice Awards | Nejoblíbenější nekamarádi                     | Ben Affleck a Henry Cavill             | nominace  | [ 16 ] [ 17 ] |
| 2017 | Saturn Awards                   | Nejlepší film inspirovaný komiksem            | Batman v Superman: Úsvit spravedlnosti | nominace  | [ 18 ]        |